# Austrocidaria umbrosa
Austrocidaria umbrosa là một loài bướm đêm trong họ Geometridae.